# Монофтонгизация дифтонгов в праславянском языке
Монофтонгиза́ция дифто́нгов — праславянское фонетическое изменение, возможно, вызванное тенденцией к возрастающей звучности и заключающееся в переходе дифтонгов в гласные в положении перед согласными и на конце слова:
- [eɪ̯] → [i₁]
- [oɪ̯] → [ě], [i₂]
- [oṷ], [eṷ] → [u]

Большинством учёных датируется V—VI веками н. э. Монофтонгизация дифтонгов — одно из ключевых событий в хронологии праславянского языка. Монофтонгизация дифтонгов перестроила фонологическую систему, послужила причиной такого явления, как вторая палатализация, особенно сильно повлияла на морфонологию. Как пишет Ж. Ж. Варбот, «об этом свидетельствует зависимость изменения закономерностей корневого вокализма корневых имен от монофтонгизации дифтонгов: противопоставление вокализма имени вокализму глагола (по качеству или количеству) оказывается актуальным для морфонологии именного отглагольного словообразования лишь до монофтонгизации дифтонгов».

## Описание явления
Традиционно считается, что причиной этого фонетического изменения является то, что дифтонги противоречили тенденции к возрастающей звучности. Однако В. Н. Чекман подвергает данное положение сомнению, указывая на типологическую распространённость такого явления, как монофтонгизация дифтонгов.
Древние дифтонги с долгой первой частью дали в праславянском языке звуки с восходящей интонацией, а дифтонги с краткой первой частью — звуки с нисходящей интонацией. Е. А. Галинская считает, что долгие и краткие дифтонги совпали достаточно рано, ещё в протославянский период.

### Стадии перехода
А. Мейе полагал, что при монофтонгизации дифтонги *oɪ̯ и *eṷ прошли через стадии *eɪ̯ и *joṷ соответственно. С. Б. Бернштейн не соглашается с такой трактовкой истории *oɪ̯.
Х. Лант предлагает следующие промежуточные стадии в процессе монофтонгизации: *eɪ̯ > *ie > i; *aɪ̯ > *ae > ě.
Чешский учёный Я. Бичовский даёт такую схему: *ai > *œi > *œ > *jœ.

### Проблема двойной рефлексации дифтонга *oɪ̯
Дифтонг *oɪ̯ в большинстве случаев монофтонгизировался в *ě, однако в ряде случаев он давал *i:
- в формах им. п. мн. ч. основ на *-o- и указательных местоимений мужского рода (*plodoɪ̯ > *plodi «плоды», *toɪ̯ > *ti «те»);
- в формах 2-го и 3-го лица повелительного наклонения ед. ч. (*beroɪ̯s > *beri «бери»);
- в формах дат. п. ед ч. кратких форм личных местоимений (*moɪ̯ > *mi «мне», *toɪ̯ > *ti «тебе», *soɪ̯ > *si «себе»);
- в формах 2-го лица ед.ч. атематических глаголов (*dasoɪ̯ > *dasi «даёшь»)

В науке это пытались объяснить интонационными различиями или тем, что в одной ситуации дифтонг был под ударением, а в другой безударным. С. Б. Бернштейн отмечает, что все эти объяснения не соответствуют действительности, и пишет о том, что пока вопрос остаётся неразрешённым.
Ю. В. Шевелёв считает, что во всех этих случаях *i восходит не к *oɪ̯. Дательный падеж местоимений, по его мнению, восходят не к формам типа *moɪ̯, а типа *meɪ̯, продолжение которых мы видим в лат. mi. В форме им. п. мн. ч. основ на *-o- Шевелёв видит влияние типа на -jo-. Формы императива он также объясняет влиянием глаголов III класса, где -i закономерно, на все остальные. А. Мейе отмечает, что непонятно, почему только в формах 2-го лица ед. ч. атематических глаголов должно было обобщиться медиальное окончание.

### Проблема совпадения или различия рефлексов *ē и *oɪ̯
Одни слависты полагают, что *ē и *oɪ̯ в ходе развития праславянского языка изменились в разные звуки, другие — что в один.
И. Миккола считал, что *ē изменялся в дифтонг ėä, который якобы в положении перед ударным слогом и после него изменялся в ɪ̯ä. Этот же дифтонг под ударением и перед палатальным согласным, по предположению учёного, в одной части славянских языков изменялся в ɪ̯e/iḙ, в другой в ė. Эти звуки Миккола обозначил общим знаком ě. В то же время дифтонг *oɪ̯ (в трактовке Микколы *aɪ̯) давал ê. Впоследствии, как утверждал финский учёный, ě и ê совпали.
С. Б. Бернштейн утверждал, что *ē изменялся в ä, а *oɪ̯ в ê, а позднее они совпали в ä в одних славянских диалектах и в ê в других.
Е. А. Галинская отмечает, что тезис о различия рефлексов *ē и *oɪ̯ не подкреплён никакими аргументами, и полагает, что более верна вторая точка зрения, согласно которой рефлексы *ē и *oɪ̯ изначально не различались.

### Примеры
- праслав. *kreɪ̯vъ > *krivъ > др.-рус. кривъ, рус. криво́й, укр. криви́й, бел. крывы́, болг. крив, сербохорв. кри̑в «левый», словен. krȋv, чеш. křivý «кривой, неправильный, лживый», словац. krivý, пол. krzywy, в.-луж. křiwy, н.-луж. kśiwy, полаб. kreivė. Ср. лит. kreĩvas «кривой»[19][20];
- праслав. *snoɪ̯gъ > *sněgъ > др.-рус. снѣгъ, рус. снег, укр. сніг, ст.‑слав. снѣгъ, болг. сняг, сербохорв. сни̏jег, словен. snẹ̑g, чеш. sníh, словац. sneh, пол. śnieg, в.-луж. sněh, н.-луж. sněg, полаб. snẹg. Ср. лит. sniẽgas, латыш. snìegs, прусск. snaygis, гот. snaiws[21].
- праслав. *soṷxъ > *suxъ > др.-рус. сухъ, рус. сухо́й, укр. сухи́й, бел. сухí, ст.‑слав. соухъ, болг. сух, сербохорв. су̑х, словен. sȗh, чеш. suchý, словац. suchý, пол. suchy, в.-луж. suchi, н.-луж. suchy, полаб. sä́uche. Ср. лит. saũsas, латыш. sàuss, др.-греч. αὖος «сухой»[22][23];
- праслав. *beṷsteɪ̯ > bl’usti > рус. блюсти́, бел. блюсць, ст.‑слав. блюсти, др.-сербохорв. бљусти. Ср. лит. baũsti «принуждать, пугать, наказывать», авест. baoδaitē «наблюдает, замечает», санскр. बोधति (IAST: bṓdhati) «просыпается, замечает», др.-греч. πεύθομαι «узнаю, бодрствую», гот. anabiudan «приказывать, распоряжаться»[24][25].

## Хронология

### Относительная хронология
Монофтонгизация дифтонгов произошла после перехода *ū > *y, поскольку новый *u дифтонгического происхождения не постигла судьба старого, и он сохранил своё качество. Ю. В. Шевелёв, напротив, высказал мнение, что к моменту монофтонгизации дифтонгов *ū уже успело изменить своё качество, но не успело перейти в *y.
По мнению З. Штибера, переход *eu > *ju произошёл раньше, чем изменения *sj > *š и *zj > *ž. Об этом говорит то, что пра-и.е. *seu- изменилось в праслав. šujь «левый» без перехода u в i, как в *sjuti > *šiti «шить». Ю. Шевелёв считает, что эти процессы проходили одновременно.
В. К. Журавлёв считает, что именно после монофтонгизации дифтонгов произошла дефонологизация признака долготы гласных в праславянском языке.
Е. А. Галинская помещает монофтонгизацию дифтонгов после перехода *ē в *ä, но до повышения подъёма *ä в *ê в части праславянских диалектов и до образования носовых.

### Абсолютная хронология
Ю. В. Шевелёв, который считал монофтонгизацию дифтонгов со вторым элементом u и дифтонгов со вторым элементом i двумя разными процессами, относит первый из них к V—VI векам, а второй к VI—VII векам. З. Штибер датирует монофтонгизацию дифтонгов V или VI веком н. э., Т. Милевский — началом нашей эры, Л. Мошинский рубежом старой и новой эр, А. Лампрехт относит к периоду ок. 475—550 гг., а М. Шекли к VI—VII векам.

#### Данные письменных памятников
В VI в. н. э. византийский историк Менандр Протектор записал имя одного из антских вождей как Κελαγαστός, которое польский учёный Е. Налепа отождествил со славянским именем *cělogostъ. Данное свидетельство является доводом в пользу того, что монофтонгизация дифтонгов уже осуществилась в VI веке.

#### Данные заимствований
Монофтонгизация дифтонгов произошла после контактов славян с готами (III—IV вв.), о чём свидетельствует ряд готских заимствований в праславянском:
- праслав. *cěsar’ь «царь» < гот. kaisar < лат. caesar «цезарь (титул)»[39][40];
- праслав. *gobino/gobina «богатство, изобилие» < гот. gabei, род. п. gabeins[41][42];
- праслав. *kupiti «купить» < гот. kauрōn «промышлять торговлей» < лат. саuрō «лавочник, трактирщик»[43][44];
- праслав. *kusiti (рус. искусить) < гот. kausjan «пробовать»[45][46];
- праслав. *lixva «лихва, проценты, рост» < гот. *leiƕa «заем, ссуда», leiƕаn «ссужать»[47][48];
- праслав. *userędzь «серьга» < гот. *ausihriggs или *ausahriggs «серьга»[49].

Праславянский язык ещё не пережил монофтонгизации во время заимствования названия племени дулебов *dudlěbi из зап.-герм. deudo- и laifs по одной этимологии и прагерм. *daud-laiba- «наследство умершего» по другой.
Монофтонгизация дифтонгов ещё не осуществилась ко времени первых контактов славян с латышами. Об этом свидетельствует передача праслав. *ei как латыш. ie в krievs «русский» (ср. рус. кривичи) и, возможно, в суффиксе латыш. -nieks (из праслав. *-nikъ).
Прибалтийско-финские языки в древнейших славянских заимствованиях передают *ou как uo: фин. kuomina (рус. гумно), kuoma (рус. кум), luoso (рус. лужа), карел. bluoda (рус. блюдо). Аналогично в древнейших русских заимствованиях из финского и карельского uo передано как *ou > u: др.-рус. Сумь (из фин. Suomi), русск. диал. луда «глыба камня, гранита, песчаная отмель, каменистое русло реки» (из карел. luodo). Поскольку в финском языке на месте современного uo во время этих контактов было *ō, некоторые исследователи предполагают, что в процессе монофтонгизации славянское *ou прошло через стадию *ō.
Греческие славянизмы отражают состояние после монофтонгизации дифтонгов: *strěxa > ἀστριάχα «жёлоб», *kuna > κουνάδι «куница».
По мнению М. Шекли, монофтонгизация дифтонгов завершилась ко времени славянско-древневерхненемецких контактов, на что указывает субституция германского *ō славянским *u: *plōg (> pfluoc) > праслав. *plugъ «плуг», *bōka (> buohha) > праслав. *buky «буква». С. Пронк-Титхофф считает, что эти слова были заимствованы из германского источника в процессе монофтонгизации, поэтому германское *ō было усвоено как славянское *ō, представлявшее собой промежуточную стадию при монофтонгизации *au > *ō > *u.

#### Данные топонимов
Монофтонгизация дифтонгов произошла уже позже начала колонизации славянами земель балтов (V век), о чём говорят заимствованные славянами гидронимы Лучеса (лит. Laukesa) и Гуя (лит. Gauja).
Ко времени начала экспансии славян на Балканы монофтонгизация дифтонгов ещё не осуществилась, о чём свидетельствует заимствование латинского названия Poetovio как словен. Ptuj, однако более поздние топонимы демонстрируют передачу лат. au как ov (лат. Lauretum > хорв. Lovret, лат. Lauriana > хорв. Lovran, лат. Tauriana > хорв. Tovrljan), лат. (Lapides) lausiae > хорв. Lavsa/Lavca), что говорит о завершении процесса монофтонгизации дифтонгов ко времени заимствования этих названий.

## Судьба праиндоевропейских дифтонгов в других индоевропейских языках
Праславянский был не единственным индоевропейским языком, пережившим процесс монофтонгизации дифтонгов, хотя в других языках этот процесс происходил иначе и в иное время.
- В санскрите дифтонг aṷ (в котором совпали пра-и.е. *eṷ, *aṷ, *oṷ) перешёл в ō, а aɪ̯ (в котором совпали пра-и.е. *eɪ̯, *aɪ̯, *oɪ̯) в ē. В то же время долгие дифтонги āṷ и āɪ̯ сохранили своё качество.
- В древнегреческом в V в. до н. э. дифтонг eɪ̯ перешёл в ẹ, а во II в. до н. э. в i. В том же V в. до н. э. oṷ изменился через стадию ọ в ū. Во II в. н. э. aɪ̯ перешёл в e, а в следующем веке oɪ̯ дал ü[55].
- В латыни в первой половине III в. до н. э. oṷ перешёл в ū. В середине II в. до н. э. eɪ̯ изменилось в ī, а oṷ, который вновь образовался из старого oɪ̯, в ū[56].
- В прагерманском пра-и.е. *eɪ̯ дал *ī. Остальные праиндоевропейские дифтонги в нём сохранились[57].